# 馮邈
馮邈（?—?），北燕昭成帝之子，母亲王夫人。
太興二年（432年）四月，冊立後燕皇族之女慕容氏為天后，以廣平公馮朗、樂陵公馮邈，懼怕被繼母迫害，禍及自身。于是兄弟两人相伴一同逃往辽西，劝说長樂公馮崇投降北魏，冯崇同意了。正巧，北魏太武帝拓跋焘派给事郎王德，向冯崇招降。十二月十九，冯崇派冯邈前往北魏，准备献出全郡投降。冯朗做秦州和雍州刺史，因罪被诛，冯邈后来因为战败没入柔然。